# 北屯文昌廟
北屯文昌廟，又稱四張犁文昌廟、文昌宮，臺灣臺中著名的古廟，主祀文昌帝君，是中臺灣著名之文昌廟，而多年來常常有眾多盼望學業進步、升學與求職考試順利的臺中市民與外縣市民眾，前來參拜祈求，使此廟香火相當鼎盛。

## 簡史
- 1797年清嘉慶年間，貢生曾玉音與簡姓家族先籌建「犁頭店文昌廟」（今南屯文昌公廟，初址今南屯市場處）
- 1825年道光年間，曾玉音另與地方仕紳在四張犁組成「文蔚社」。
- 1844年，另有貢生黃正中組成「文炳社」。
- 1863年，清同治年間建立文昌廟，由文炳社負責春祭，文蔚社負責秋祭。
- 1904年9月，東西廂房提供給四張犁公學校分班使用。
- 1913年12月，四張犁公學校分班搬至三分埔。
- 1945年二戰後，台灣由國民政府接收，當時曾為軍隊使用。
- 1972年，左右廂房出租作托兒所。
- 1976年，為保存古蹟，地方民眾發起修建神殿、拜亭、三川門等建物。
- 1985年11月，政府列為第三級古蹟予以保護。
- 1996年，托兒所搬離。

## 主神與配祀
文昌廟供奉主祭神為文昌梓潼帝君，另奉有文衡帝君、孚佑帝君、朱衣星君、大魁星君為同祀神，合稱「五文昌」。
- 入口
- 廟門
- 三川門左側牆面的塗鴉，為出租給托兒所時所留下

## 事件
一名扮演《原神》角色胡桃的Cosplayer於文昌廟的文昌燈前拍照，然後張貼至Facebook還附上「全都落榜吧」等文字，在網路引起爭議，而廟方也要求下架貼文。之後該Cosplayer刪文並表示將向廟方道歉，廟方則回應不會再追究。

## 交通
臺中市公車
站牌：仁美里（昌平路）
- 台中客運：14、28
- 中鹿客運：105

站牌：崇德十路口
- 台中客運：71
- 全航客運：58（含副）、65（含繞、延）
- 豐榮客運：127（含延）
- 豐原客運：12（與台中客運和全航客運聯合經營）